# Live ?!*@ Like a Suicide
Live ?!*@ Like a Suicide je debutové album/EP skupiny Guns N' Roses, které členové nahráli ve svém vlastním labelu UZI Suicide v roce 1986 (UZI Suicide byla ve skutečnosti součástí Geffen Records). Album obsahuje čtyři písně, které byly později zařazeny na album G N' R Lies.
"Reckless Life" EP otevírá. Na začátku Slash volá "Hey fuckers! Suck on Guns N' fuckin' Roses!" Byla původně napsána ještě v kapele Hollywood Rose, kde hráli všichni členové Guns N 'Roses s výjimkou Duffa McKagana.
O skladbě "Shadow of Your Love" se uvažovalo, zda ji na EP nepřidat, ale nakonec se tak nestalo a později vyšla na jiném EP Live from the Jungle. V roce 1988 byly nahrávky z Live ?!*@ Like a Suicide znovu vydány se čtyřmi dalšími skladbami na albu G N' R Lies.

## Seznam písní
1. "Reckless Life" – 3:20
2. "Nice Boys" (převzato od Rose Tattoo) – 3:03
3. "Move To The City" – 3:42
4. "Mama Kin" (převzato od Aerosmith) – 3:57

## Sestava
Převzato z Allmusic.
- W. Axl Rose – zpěv, produkce
- Slash – sólová a doprovodná kytara, vokály, produkce
- Izzy Stradlin – doprovodná a sólová kytara, vokály, produkce
- Duff "Rose" McKagan – baskytara, vokály, produkce
- Steven Adler – bicí, vokály, perkuse, produkce